# Gouwebos
Het Gouwebos is een stadspark met de allure van een natuurgebied. Er zijn wandelpaden, lig- en speelgazons, waterpartijen, kinderspeelplaatsen en zitgelegenheden. Het gebied ligt tussen de bebouwing van Boskoop (gemeente Alphen aan den Rijn) en Waddinxveen en wordt in tweeën gedeeld door de spoorlijn Gouda - Alphen aan den Rijn. Gouwebos-oost grenst aan het natuurgebied Voorofsche Polder.
De taken rondom beheer en onderhoud worden door Staatsbosbeheer uitgevoerd.

## Geschiedenis

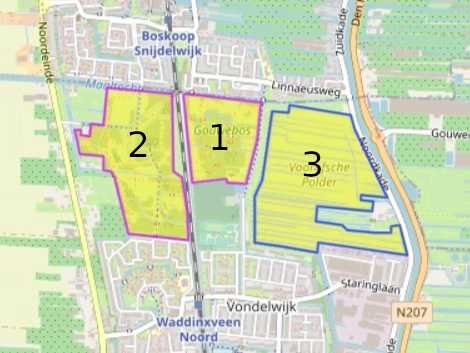
Groene buffer tussen de woonkernen van Waddinxveen en Boskoop.
(Naam vóór 2000 / na 2000)
1 = Middengebied / Gouwebos-oost;
2 = Deelgebied West / Gouwebos-west;
3 = Deelgebied Oost / Voorofsche Polder.

### Planvorming
In juni 1965 nam het gemeentebestuur van Waddinxveen het initiatief om het gemeentebestuur van Boskoop te betrekken bij de voorbereiding van een plan om de circa 600 meter brede zone tussen de woonkernen van beide gemeenten in te richten als een groene buffer. In 1971 werd het Recreatieschap Bospark opgericht, een gemeenschappelijke regeling tussen de gemeenten Waddinxveen en Boskoop. Het recreatieschap zou het gebied gaan ontwikkelen en de daaruit voortvloeiende kosten zouden door beide gemeenten worden gedeeld.
Het gehele plan omvatte de volgende deelgebieden: 1) het middengebied (later Gouwebos-oost), 2) deelgebied West (later Gouwebos-west) en 3) deelgebied Oost.
In oktober 1973 werd een proefveldje ingeplant om te onderzoeken welke boomsoorten het meest geschikt waren en goed zouden gedijen in de polder. Voor de proef, die uitgevoerd werd door het Rijkstuinbouwconsulentschap, was 4 hectare grond aangekocht in het middengebied.
Op 31 maart 1982 werd de eerste aanzet gegeven voor de definitieve inrichting van het middengebied van het Gouwebos. Gedeputeerde van de provincie Zuid-Holland de heer J. Borgman plantte op die dag officieel de eerste boom in het Gouwebos. De aanplant werd gevolgd door het planten van nog eens 80 bomen door 120 Waddinxveense en Boskoopse scholieren.
De aanplant gebeurde in het kader
van de Nationale Boomfeestdag.

### Eerste fase
Op 26 augustus 1983 werd het startsein gegeven voor de aanleg en de inrichting van het ongeveer 10 hectare grote middengebied van het Gouwebos. Er werden paden aangelegd en er werd een waterpartij gemaakt met daarin twee eilandjes. Doordat het gebied was doorsneden door talrijke kavelsloten, werden er bruggen gemaakt om het wandelen mogelijk te maken. Een jaar na de start is het gebied voor het publiek opengesteld. Met de aanleg en inrichting van het middengebied was een bedrag gemoeid van bijna 2,3 miljoen gulden. Van dit bedrag was tien procent voor rekening van de gemeenten Waddinxveen en Boskoop. Het resterende bedrag kwam voor rekening van het Rijk en de provincie.

### Tweede fase
In 1986 is begonnen met de ontwikkeling van deelgebied West. De totale kosten daarvan waren ruim een miljoen gulden. Ook hiervan was tien procent voor rekening van de gemeenten Waddinxveen en Boskoop.
Twee jaar later werden de waterpartijen door Grontmij aangelegd en kon deelgebied West verder worden aangepakt. Het recreatieschap ging verder onder de naam Gouwebos. Rond 1990 was de inrichting van het Gouwebos in grote lijnen voltooid.
Het deelgebied Oost bestond uit een veenweidegebied waar veel verschillende soorten weidevogels voorkwamen en was niet toegankelijk voor het publiek. Het is niet verder ontwikkeld als bospark. In 2000 is dit gebied door de stichting Zuid-Hollands Landschap aangekocht en als natuurgebied Voorofsche Polder in beheer genomen. Het gebied maakte vanaf dat moment geen deel meer uit van het Gouwebos.
Het Recreatieschap Gouwebos is in 1997 gefuseerd met het Natuur- en Recreatieschap Reeuwijkse Plassen en omgeving dat in Waddinxveen ook het beheer had over Natuurgebied 't Weegje.
In 2014 is het recreatieschap Reeuwijkse Plassen vervolgens gefuseerd met Groenalliantie Midden-Holland. Door een gemeentelijke herindeling in datzelfde jaar met onder andere Boskoop zou de gemeente Alphen aan den Rijn deel gaan nemen aan de Groenalliantie. Vanwege de hoge kosten heeft de gemeente Alphen aan den Rijn er voor gekozen om uit het recreatieschap te stappen en te kijken naar een andere vorm van samenwerking met betrekking tot het Gouwebos.

### Kwaliteitsimpuls
In de loop der jaren is de recreatiebehoefte van de bezoekers sterk veranderd. Het Gouwebos is, net als de andere beheergebieden van Groenalliantie Midden-Holland, hierin weinig meeveranderd. Om die gebieden weer aan te laten sluiten bij de wensen en eisen van de bezoekers is in 2016 het project Kwaliteitsimpuls Groenalliantie gestart.
In het kader van dat project is ook het Gouwebos aangepakt. De informatievoorzieningen zijn vernieuwd, de paden en bos- en graslanden zijn opgeknapt en er zijn twee speelplaatsen gerealiseerd. In het oostelijk deel is de oude speelplaats vervangen door de nieuwe speelplaats Fort Gouwebos en in het westelijke deel is het Speeleiland Gouwebos aangelegd.
Verder zijn veel oevers van sloten diervriendelijk gemaakt door de beschoeiing van hout weg te halen en de oevers af te laten lopen. Dit laatste is vooral belangrijk voor amfibieën, vogels en insecten. Het gebied heeft door de aanpassingen nog meer belevingsmogelijkheden gekregen. Het project is in 2021 afgerond.
Groenalliantie en Staatsbosbeheer werkten in het project samen met de gemeente Waddinxveen, Gebruikersgroep Gouwebos, IVN en KNNV. Provincie Zuid-Holland heeft een subsidie verstrekt.

### Essentaksterfte
Een groot aantal essen bleek in 2019 aangetast te zijn door de essentaksterfte. Omdat 90 procent van de aangetaste essen hieraan dood gaat, konden er door vallende takken gevaarlijke situaties ontstaan. Staatsbosbeheer heeft daarom in het daaropvolgende jaar de aangetaste bomen verwijderd. In het najaar van 2021 worden op de open plekken die daardoor ontstaan zijn, nieuwe bomen geplant. Daarbij worden verschillende soorten inheemse loofbomen gebruikt zoals meidoorn, hazelaar, zomereik en vlier. Door toe te werken naar gemengde bossen met een gevarieerde structuur, wordt de biodiversiteit vergroot en de kans op ziektes verkleind.

## Kenmerken

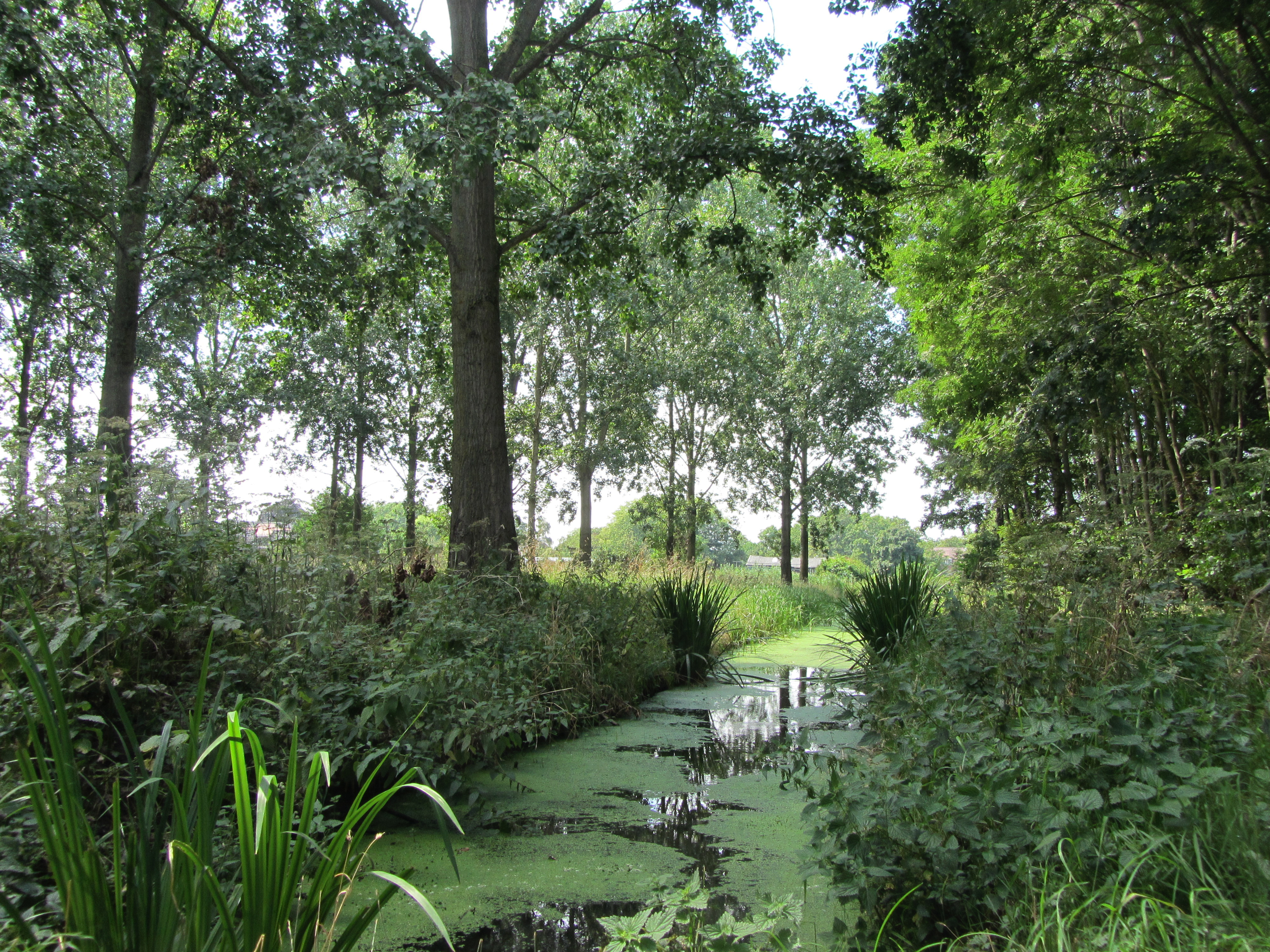
Gouwebos in 2020

Het Gouwebos ligt op een locatie waar oorspronkelijk weilanden lagen. Het ligt relatief laag en wordt droogmakerij genoemd. Het bestaat uit oude zeeklei met katteklei en wat restveen. Het veen is voor het grootste gedeelte verdwenen door vervening.
Het gebied sluit in het oosten aan op natuurgebied Voorofsche Polder. Dit is een veenweidegebied waar veel verschillende weidevogels voorkomen. De bodem van dat gebied ligt relatief hoog en wordt bovenland genoemd.
Het Gouwebos sluit niet goed aan op het nabijgelegen Bentwoud. In het Advies Ontwikkelperspectief Bentwoud uit 2022 wordt voorgesteld om dit op termijn te verbeteren. Er zal eerst een ontwerpende verkenning worden uitgevoerd naar logische aansluitingen voor voetgangers, fietsers en ecologie.
Enkele wandel- en fietspaden door het Gouwebos maken deel uit van het wandel- en fietsroutenetwerk.
Jaarlijks wordt het bos bezocht door circa 130.000 unieke bezoekers, waarvan 85 procent uit de directe omgeving komt. Onder de bezoekers zijn veel wandelaars, fietsers, sporters en hondenuitlaters.

## Flora en fauna
Het Gouwebos heeft een grote verscheidenheid aan planten, bomen en bloemen. Men vindt er o.a. elzen, berken, populieren, essen, vlierbessen en verschillende soorten eiken. Braamstruiken zijn aangeplant om kleine zangvogels nestel- en schuilgelegenheid te bieden. Het Gouwebos is een leefgebied van veel diersoorten. Zoogdieren, zoals mollen, muizen en konijnen komen er voor. Het Gouwebos wordt door ransuilen gebruikt als roestplaats om de winter door te brengen. De bosuil broedt in het Gouwebos. Daarvoor zijn nestkasten opgehangen, omdat er geen natuurlijke boomholtes zijn die als broedlocatie kunnen dienen voor de bosuil. Verder broedt mogelijk ook de ijsvogel in het Gouwebos.

## Andere natuur- en recreatiegebieden in Waddinxveen
- Voorofsche Polder : Veenweidegebied van het Zuid-Hollands Landschap
- 't Weegje : Natuurgebied rondom de gelijknamige veenplas
- Bentwoud : Bosgebied; het oostelijk deel valt binnen de gemeente Waddinxveen
- Vredenburghzone : Natuur- en recreatiegebied in ontwikkeling
- Polder Bloemendaal : Natuur- en wandelgebied

## Fotogalerij

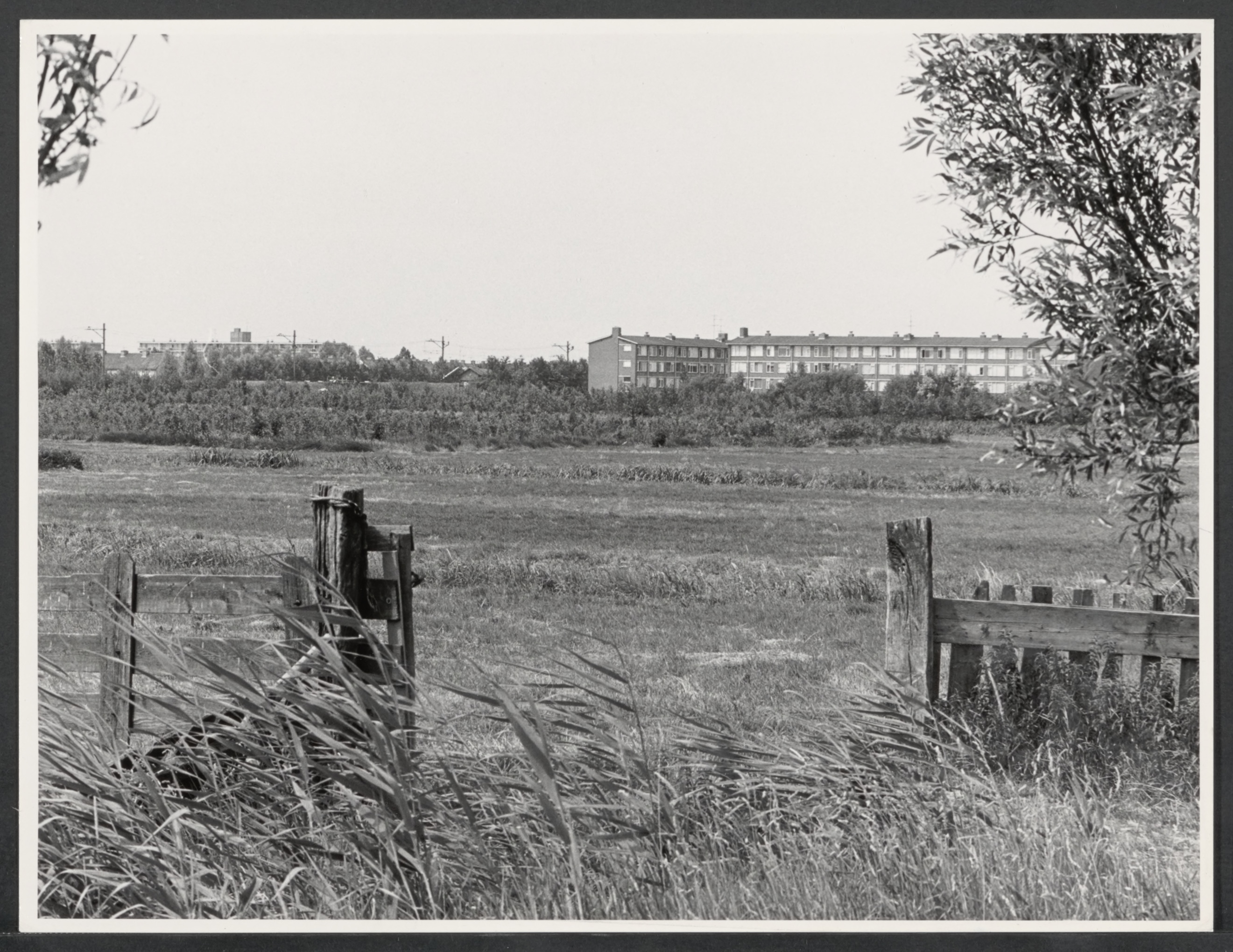
Gouwebos 1976
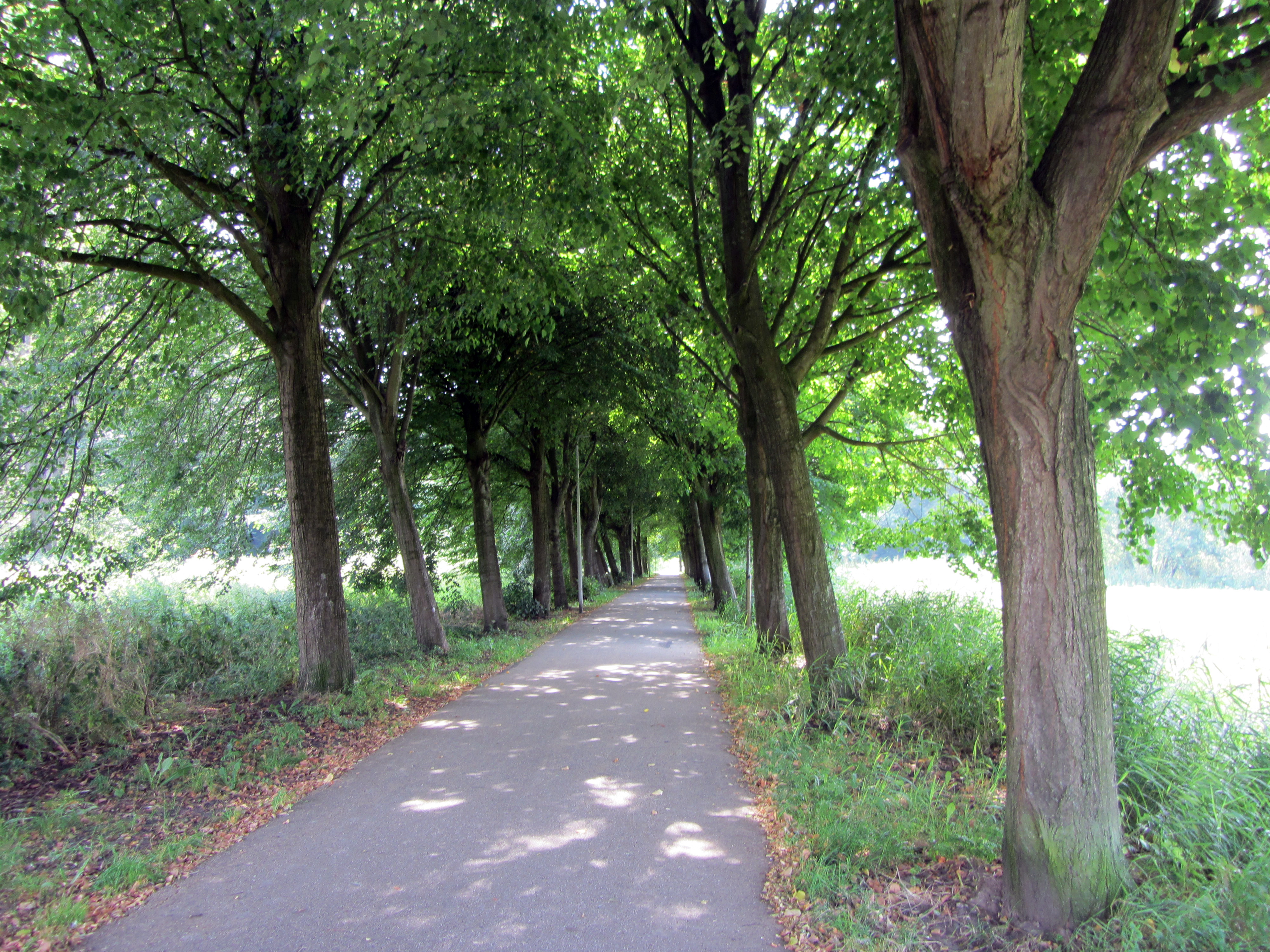
Lindenlaantje
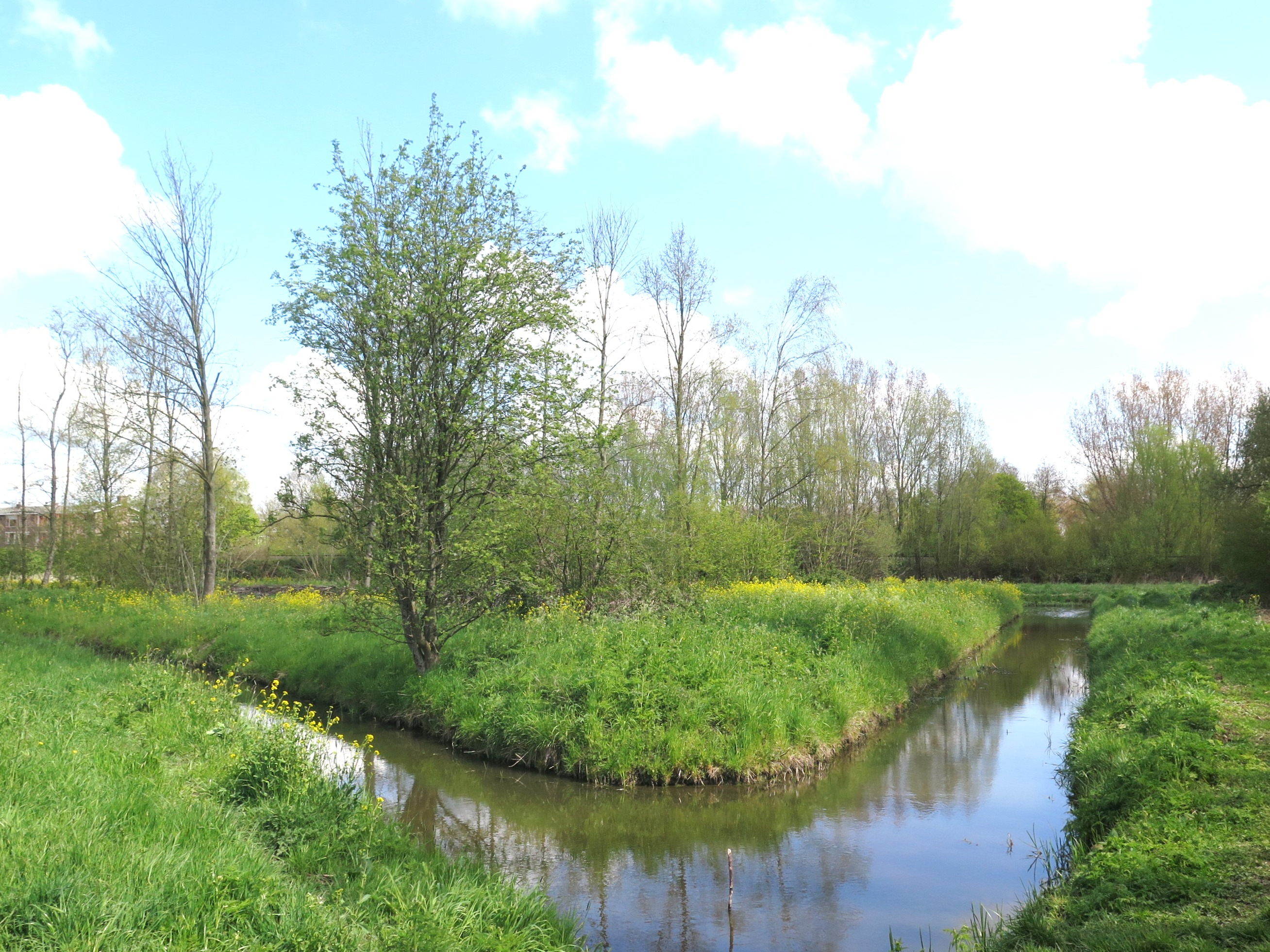
Gouwebos West
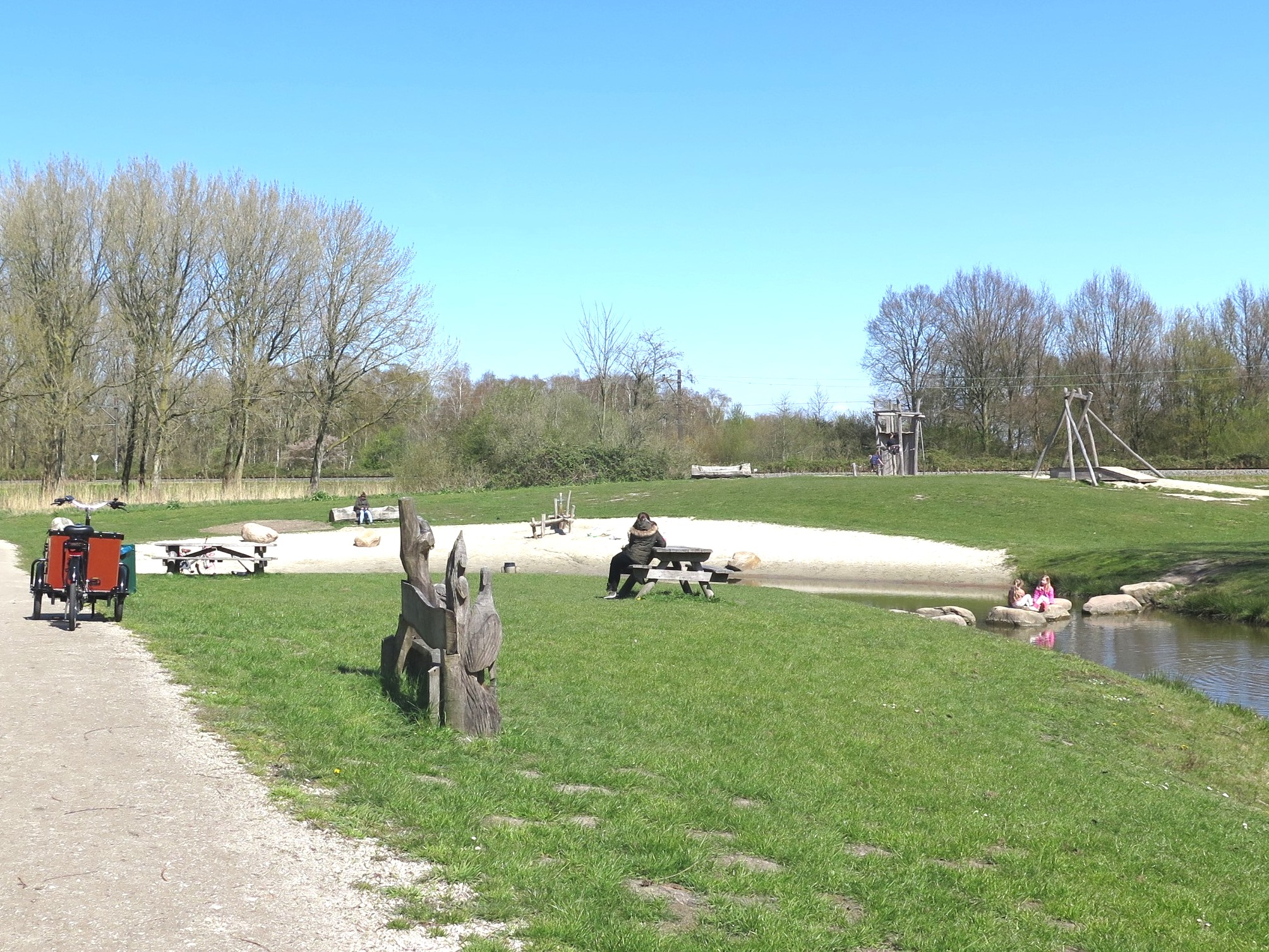
Speeleiland Gouwebos
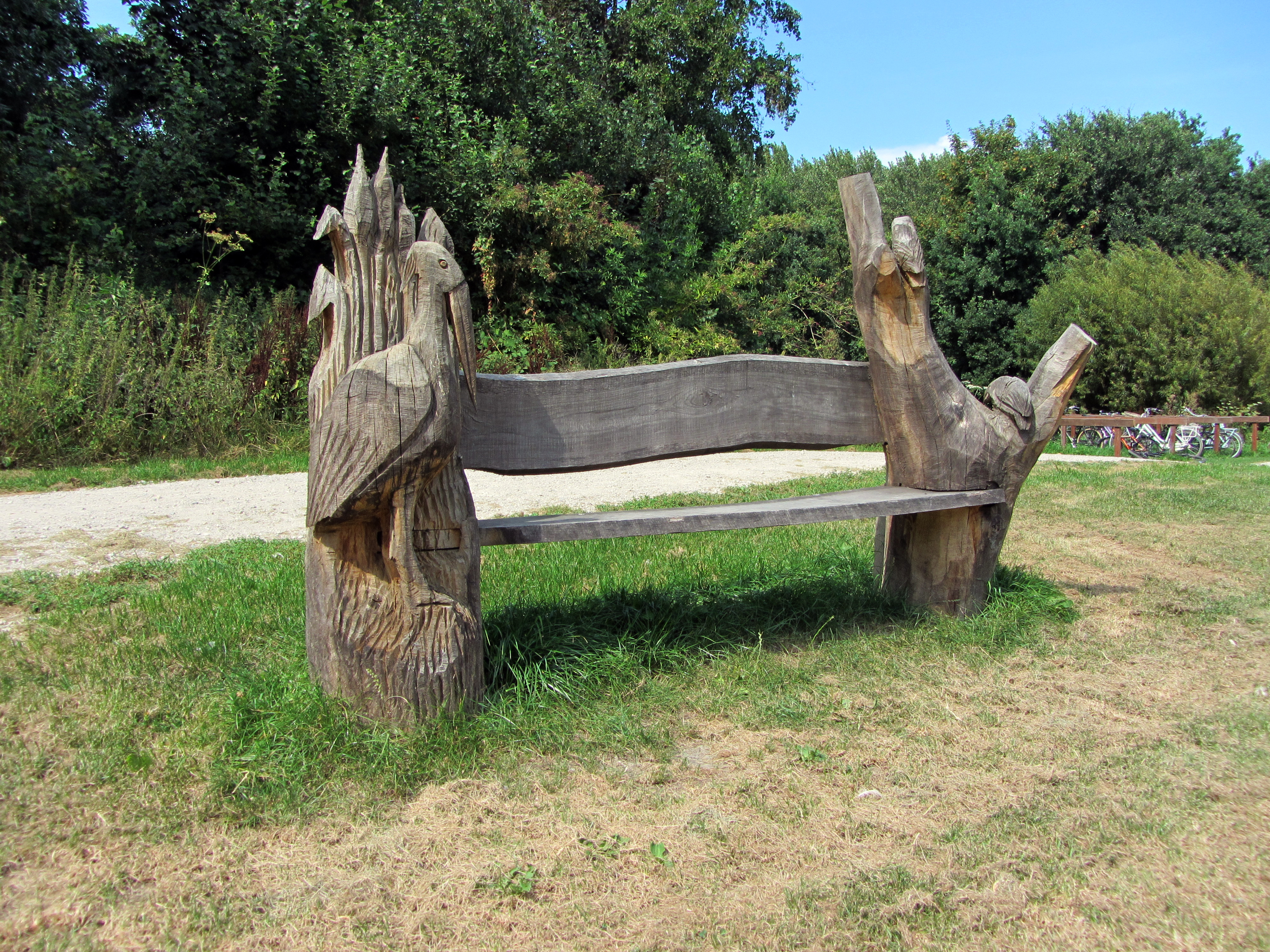
Boomstamkunst
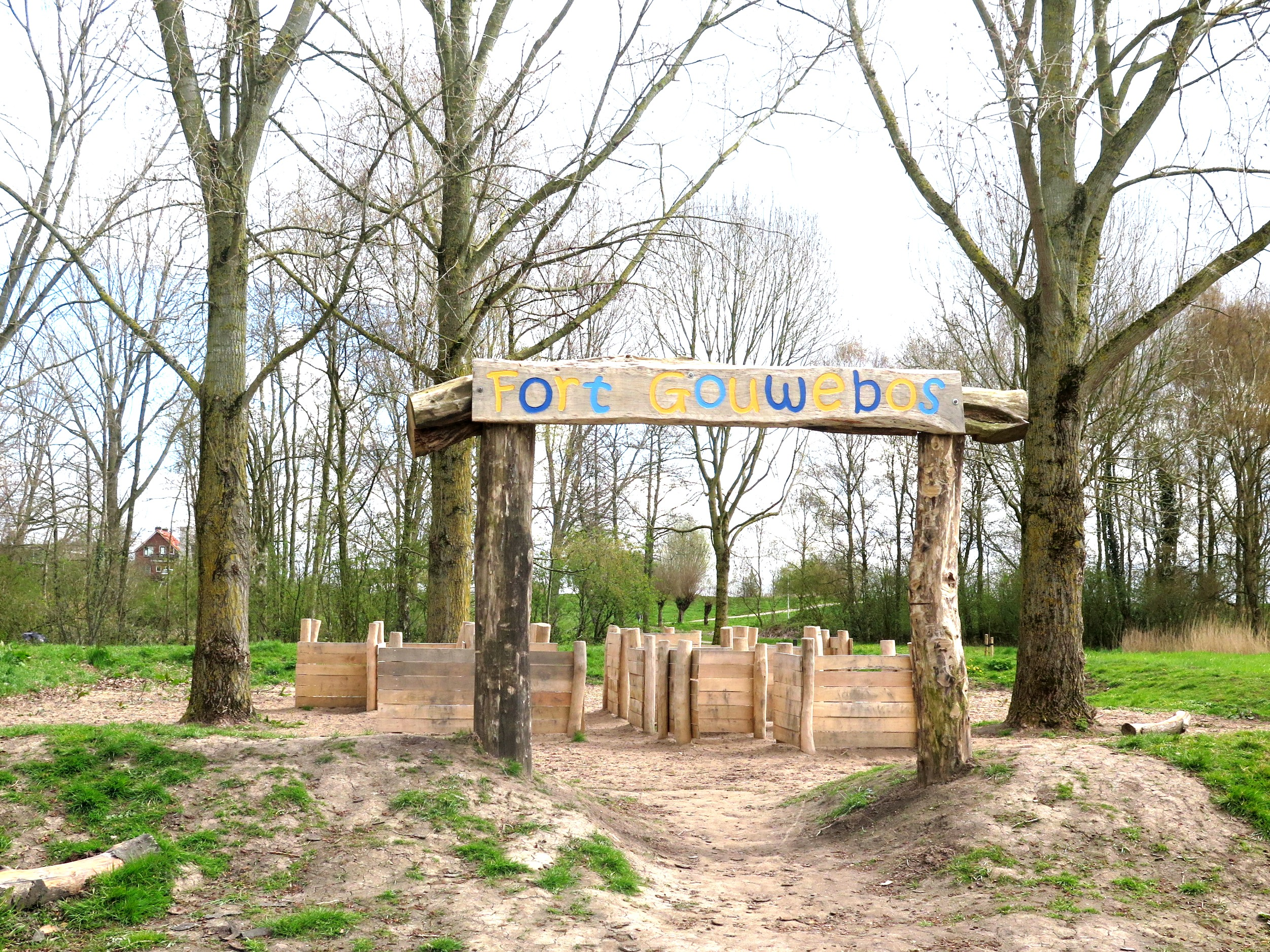
Fort Gouwebos